# Monument a Catalunya
El Monument a Catalunya és un monument commemoratiu del terme comunal del Pertús, a la comarca del Vallespir, de la Catalunya del Nord.
Està situat al sector nord del terme comunal, just al costat nord de l'ampla àrea de l'autopista la Catalana que acollia les duanes francesa i espanyola, i és visible des de molts punts, a distància, per la seva alçària. La base mesura 100 metres i té una alçada de 80 metres.
Va ser construït entre el 1974 i el 1977 per la societat constructora de l'autopista la Catalana. El projecte, inicialment prevista com a Porta de Catalunya per la societat constructora, va ser desenvolupat per l'arquitecte Ricard Bofill. Té forma de piràmide, amb una gran escalinata per accedir a la part alta, on hi ha les quatre barres representades amb maons.
L'estructura s'aixeca sobre la terra que es va extreure per a la construcció de l'autopista.